# Estádio Luís Augusto de Oliveira
Das Estádio Municipal Professor Luís Augusto de Oliveira (deutsch Städtisches Stadion Professor Luís Augusto de Oliveira, kurz Luisão) ist ein  Fußballstadion im Stadtviertel Boa Vista der brasilianischen Stadt São Carlos, Bundesstaat São Paulo.
Die Anlage ist die Heimspielstätte des São Carlos FC. Die erste offizielle Partie wurde am 3. November 1968 gegen FC São Paulo und SE Palmeiras ausgetragen. Zu diesem Zeitpunkt hatte das Luís Augusto de Oliveira-Stadion eine Kapazität von bis zu 10.000 Plätzen. Die höchste Zuschauerzahl wurde 1979 erreicht, als 23.000 Fans ein Spiel zwischen Grêmio Esportivo Sãocarlense und den Corinthians besuchten.